# Franz Xaver von Wulfen
Franz Xaver (Xavier) von Wulfen (ur. 1728 w Belgradzie, zm. 17 marca 1805 w Klagenfurcie) – austriacki biolog, mineralog, alpinista i jezuita. Jest znany jako odkrywca roślin takich jak Wulfenia carinthiaca, Saxifraga moschata i Stellaria bulbosa.  

## Życie
Wulfen urodził się w Belgradzie, rządzonym przez Habsburgów. Jego ojciec, Christian Friedrich, był wysokiej rangi dowódcą wojskowym habsburskiej armii. Jego matka pochodziła z rodu hrabiowskiego rodu Mariassy. Ojciec miał szwedzkie korzenie, natomiast matka była Węgierką. Franz rozpoczął naukę w gimnazjum w Koszycach. W wieku 17 lat wstąpił do zakonu jezuitów w Wiedniu. Po zakończeniu nowicjatu i studiów, został nauczycielem matematyki i fizyki. Uczył w różnych szkołach jezuickich w Wiedniu, Grazie, Bańskiej Bystrzycy, Gorycji i Lublanie. Od 1764 roku uczył w Klagenfurcie. W 1796 roku Wulfen został zagranicznym członkiem Królewskiej Szwedzkiej Akademii Nauk. W Klagenfurcie pozostał aż do swojej śmierci w 1805 roku, mimo że w latach 60. XVIII wieku doszło do kasacie zakonu jezuitów.

## Badania
W wieku 22 lat rozpoczął intensywne badania dotyczące botaniki. Interesowały go głównie rośliny występujące w regionie wschodnich Alp. W celu poznawania nowych gatunków i badania już znanych, Wulfen bardzo często ruszał na badania terenowe. W 1781 roku opublikował Plantae rariorum Carinthicae, obszerne i bogato ilustrowane studium poświęcone florze alpejskiej. Szczególne dużo informacji zgromadził na temat porostów, które uważał za podgatunek glonów. Odbył również wiele podróży na tereny położone na południe od Alp, często bywał nad morzem Adriatyckim. Badał także faunę środkowej Austrii i wybrzeża adriatyckiego. Interesowały go głównie owady, ryby i ptaki. 

## Uznanie
W 1782 roku, Nikolaus Joseph von Jacquin nazwał na jego cześć rodzaj roślin mianem Wulfenia. Wulfenit, minerał z grupy molibdenianów, został tak nazwany na cześć Wulfena przez von Haidingera. W 1838 roku w Klagenfurcie wzniesiono pomnik upamiętniający Franza Xavera.

## Najważniejsze prace
- Plantae rariores carinthiacae. V: Miscellanea austriaca ad botanicam, chemiam et historiam naturalem spectantia, część I 1778,  część II 1781
- Abhandlung vom Kärntner Bleispate, 1785
- Plantae rariores carinthiacae. V: Collectanea ad botanicam, chemiam et historiam naturalem, część I 1786, część II, część III 1789, część IV
- Descriptiones Quorumdam Capensium Insectorum, 1786
- De Plumbo Spatoso Carinthiaco, 1791
- Plantae rariores descriptae, 1803
- Cryptogama aquatica, 1803
- Flora Norica phanerogama, 1858 (wydana po śmierci)